# Pallavolo Piacenza
Copra Elior Piacenza – męski klub siatkarski z Włoch powstały w 1982 roku w Piacenzy pod nazwą Pallavolo Piacenza. Do Serie A klub awansował w 2003 roku.
Klub został rozwiązany w 2018 roku. W jego miejsce powstał klub You Energy Volley.

## Historia

### Chronologia nazw sponsorskich drużyny
- 2000: Copra Junior Volley 90 Piacenza (Serie A2)
- 2001: Copra Piacenza (Serie A2)
- 2002: Copra Ventaglio Piacenza
- 2003: Coprasystel Ventaglio Piacenza
- 2004: Copra Piacenza
- 2005: Copra Berni Piacenza
- 2007: Copra Nordmeccanica Piacenza
- 2009: CoprAtlantide Piacenza
- 2010: Copra Morpho Piacenza
- 2011: Copra Elior Piacenza
- 2014: Copra Piacenza
- 2015: LPR Piacenza
- 2017: Wixo LPR Piacenza

## Sukcesy
- Mistrzostwo Włoch:

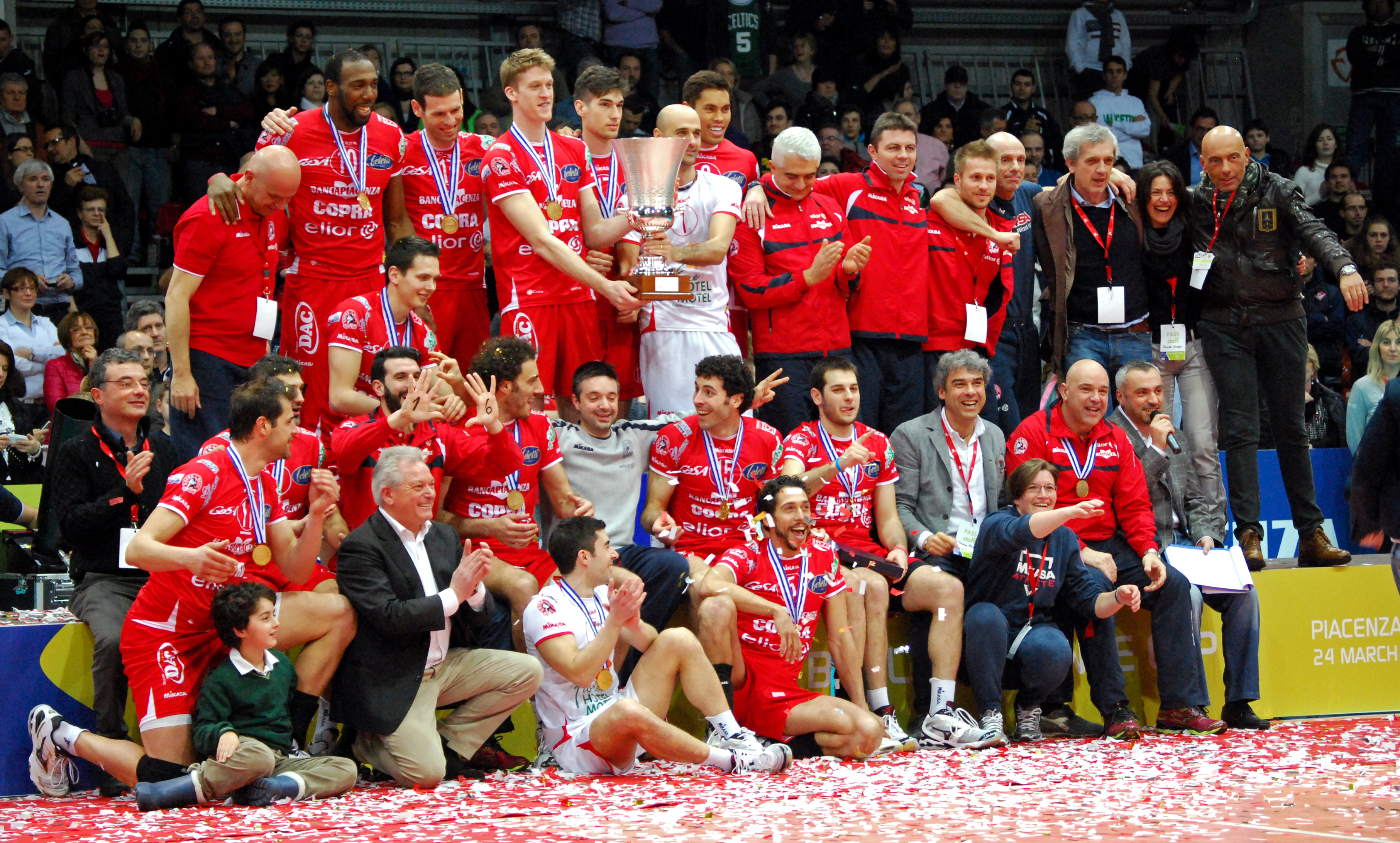
Zawodnicy Copra Elior Piacenza zdobywcami Pucharu Challenge w sezonie 2012/2013

  -  1. miejsce (Scudetto) (1x): 2008/2009
  -  2. miejsce (4x): 2006/2007, 2007/2008, 2012/2013
- Puchar Włoch:
  -  1. miejsce (1x): 2013/2014
- Superpuchar Włoch:
  -  1. miejsce (1x): 2009
- Liga Mistrzów:
  -  2. miejsce (1x): 2007/2008
- Puchar Top Teams:
  -  1. miejsce (1x): 2006
- Puchar Challenge:
  -  1. miejsce (1x): 2012/2013
- Mistrzostwa Serie A2:
  -  1. miejsce (1x): 2002
- Puchar Serie A2:
  -  1. miejsce (1x): 2002
- Mistrzostwa Ligi w siatkówce plażowej 4x4:
  -  1. miejsce (1x): 2001

## Zawodnicy

### Polacy w klubie
| Imię i nazwisko    | Lata gry  |
| ------------------ | --------- |
| Marcel Gromadowski | 2007–2008 |

## Kadra
| Nr | Imię i nazwisko       | Data ur. | Wzrost | Pozycja      |
| -- | --------------------- | -------- | ------ | ------------ |
| 1  | Loris Manià           | 1979     | 190    | libero       |
| 3  | Simone Parodi         | 1986     | 195    | przyjmujący  |
| 4  | Aimone Alletti        | 1988     | 207    | środkowy     |
| 5  | Gabriele Di Martino   | 1997     | 199    | środkowy     |
| 6  | Ludovico Giuliani     | 1998     | 187    | libero       |
| 7  | Leonel Marshall       | 1979     | 196    | przyjmujący  |
| 9  | Michele Baranowicz    | 1989     | 196    | rozgrywający |
| 10 | Yvan Kody             | 1993     | 213    | atakujący    |
| 12 | Wiktor Josifow        | 1985     | 205    | środkowy     |
| 13 | Tamir Avraham Hershko | 1993     | 203    | przyjmujący  |
| 14 | Alessandro Fei        | 1978     | 204    | atakujący    |
| 17 | Trévor Clévenot       | 1994     | 199    | przyjmujący  |
| 18 | Francesco Cottarelli  | 1996     | 196    | rozgrywający |

| Nr | Imię i nazwisko            | Data ur. | Wzrost | Pozycja            |
| -- | -------------------------- | -------- | ------ | ------------------ |
| 1  | Loris Manià                | 1979     | 190    | libero             |
| 3  | Simone Parodi              | 1986     | 195    | przyjmujący        |
| 4  | Aimone Alletti             | 1988     | 207    | środkowy           |
| 5  | Gabriele Di Martino        | 1997     | 199    | środkowy           |
| 6  | Samuele Papi               | 1973     | 191    | przyjmujący/libero |
| 7  | Leonel Marshall            | 1979     | 196    | przyjmujący        |
| 10 | Jeorjos Dziumakas          | 1995     | 202    | atakujący          |
| 11 | Hristo Zlatanov            | 1976     | 201    | przyjmujący        |
| 12 | Wiktor Josifow             | 1985     | 205    | środkowy           |
| 13 | Luca Tencati               | 1979     | 200    | środkowy           |
| 14 | Raydel Hierrezuelo Aguirre | 1987     | 196    | rozgrywający       |
| 15 | Fernando Hernández Ramos   | 1989     | 196    | atakujący          |
| 17 | Trévor Clévenot            | 1994     | 199    | przyjmujący        |
| 18 | Francesco Cottarelli       | 1996     | 196    | rozgrywający       |

| Nr | Imię i nazwisko          | Data ur. | Wzrost | Pozycja               |
| -- | ------------------------ | -------- | ------ | --------------------- |
| 1  | Loris Manià              | 1979     | 190    | libero                |
| 2  | Manuel Coscione          | 1980     | 188    | rozgrywający          |
| 3  | Emanuel Kohút            | 1982     | 206    | środkowy              |
| 4  | Thijs ter Horst          | 1991     | 205    | przyjmujący/atakujący |
| 5  | John Perrin              | 1989     | 201    | przyjmujący           |
| 6  | Samuele Papi             | 1973     | 191    | przyjmujący           |
| 7  | Marko Sedlaček           | 1996     | 202    | przyjmujący           |
| 8  | Stefano Patriarca        | 1987     | 205    | środkowy              |
| 11 | Hristo Zlatanov          | 1976     | 201    | przyjmujący           |
| 12 | Dražen Luburić           | 1993     | 202    | atakujący             |
| 13 | Luca Tencati             | 1979     | 200    | środkowy              |
| 15 | Miguel Tavares Rodrigues | 1993     | 191    | rozgrywający          |
| 18 | Francesco Cottarelli     | 1996     | 196    | rozgrywający          |

| Nr | Imię i nazwisko                | Data ur. | Wzrost | Pozycja            |
| -- | ------------------------------ | -------- | ------ | ------------------ |
| 1  | Aimone Alletti                 | 1988     | 207    | środkowy           |
| 2  | Robart Page                    | 1992     | 213    | środkowy/atakujący |
| 3  | Davide Marra                   | 1984     | 180    | libero             |
| 4  | Raidel Romero Poey             | 1982     | 198    | atakujący          |
| 5  | Valerio Vermiglio              | 1976     | 190    | rozgrywający       |
| 6  | Samuele Papi                   | 1973     | 191    | przyjmujący        |
| 7  | Thijs ter Horst                | 1991     | 205    | przyjmujący        |
| 8  | Mario da Silva Pedreira Junior | 1982     | 192    | libero             |
| 9  | Jacopo Massari                 | 1988     | 185    | przyjmujący        |
| 11 | Hristo Zlatanov                | 1976     | 201    | przyjmujący        |
| 12 | Aleksiej Ostapienko            | 1986     | 208    | środkowy           |
| 13 | Luca Tencati                   | 1979     | 200    | środkowy           |
| 14 | Emanuel Kohút                  | 1982     | 206    | środkowy           |
| 15 | Miguel Tavares Rodrigues       | 1993     | 191    | rozgrywający       |
|    | Marco Meoni                    | 1973     | 197    | rozgrywający       |

| Nr | Imię i nazwisko  | Data ur. | Wzrost | Pozycja            |
| -- | ---------------- | -------- | ------ | ------------------ |
| 3  | Davide Marra     | 1984     | 180    | libero             |
| 4  | Kévin Le Roux    | 1989     | 207    | środkowy/atakujący |
| 5  | Pier Partenio    | 1993     | 197    | rozgrywający       |
| 6  | Samuele Papi     | 1973     | 191    | przyjmujący        |
| 7  | Alessandro Fei   | 1978     | 204    | atakujący          |
| 8  | Lorenzo Smerilli | 1987     | 187    | libero             |
| 9  | Denis Kaliberda  | 1990     | 195    | przyjmujący        |
| 11 | Hristo Zlatanov  | 1976     | 201    | przyjmujący        |
| 12 | Gazmend Husaj    | 1987     | 201    | środkowy           |
| 13 | Luca Tencati     | 1979     | 200    | środkowy           |
| 17 | Luca Vettori     | 1991     | 199    | atakujący          |
| 18 | Luciano De Cecco | 1988     | 194    | rozgrywający       |

| Nr | Imię i nazwisko        | Data ur. | Wzrost | Pozycja      |
| -- | ---------------------- | -------- | ------ | ------------ |
| 1  | Maurizio Latelli       | 1974     | 190    | rozgrywający |
| 2  | Futi Tavana            | 1987     | 203    | środkowy     |
| 3  | Davide Marra           | 1984     | 180    | libero       |
| 5  | Antonio Corvetta       | 1977     | 188    | rozgrywający |
| 6  | Samuele Papi           | 1973     | 191    | przyjmujący  |
| 7  | Alessandro Fei         | 1978     | 204    | atakujący    |
| 9  | František Ogurčák      | 1984     | 198    | przyjmujący  |
| 10 | Roberlandy Simón Aties | 1987     | 206    | środkowy     |
| 11 | Hristo Zlatanov        | 1976     | 201    | przyjmujący  |
| 12 | Maxwell Holt           | 1987     | 205    | środkowy     |
| 13 | Luca Tencati           | 1979     | 200    | środkowy     |
| 15 | Gabriele Maruotti      | 1988     | 196    | przyjmujący  |
| 17 | Luca Vettori           | 1991     | 199    | atakujący    |
| 18 | Luciano De Cecco       | 1988     | 194    | rozgrywający |

| Nr | Imię i nazwisko    | Data ur. | Wzrost | Pozycja      |
| -- | ------------------ | -------- | ------ | ------------ |
| 1  | Federico Marretta  | 1990     | 185    | przyjmujący  |
| 2  | Ryan Ammerman      | 1985     | 204    | rozgrywający |
| 3  | Davide Marra       | 1984     | 180    | libero       |
| 4  | Jiri Kral          | 1981     | 200    | środkowy     |
| 5  | Mory Sidibé        | 1987     | 193    | atakujący    |
| 6  | Samuele Papi       | 1973     | 191    | przyjmujący  |
| 7  | Andrej Żekow       | 1980     | 194    | rozgrywający |
| 8  | Władimir Nikołow   | 1977     | 200    | atakujący    |
| 9  | Jacopo Massari     | 1988     | 185    | przyjmujący  |
| 10 | Lukas Kampa        | 1986     | 196    | rozgrywający |
| 11 | Hristo Zlatanov    | 1976     | 201    | przyjmujący  |
| 12 | Maxwell Holt       | 1987     | 205    | środkowy     |
| 13 | Luca Tencati       | 1979     | 200    | środkowy     |
| 15 | Cleber De Oliveira | 1978     | 200    | przyjmujący  |
| 17 | Nikołaj Penczew    | 1992     | 192    | przyjmujący  |

| Nr | Imię i nazwisko           | Data ur. | Wzrost | Pozycja      |
| -- | ------------------------- | -------- | ------ | ------------ |
| 1  | Marcus Popp               | 1981     | 191    | przyjmujący  |
| 2  | Andrea Semenzato          | 1981     | 208    | środkowy     |
| 3  | Davide Marra              | 1984     | 180    | libero       |
| 4  | Javier González           | 1983     | 192    | rozgrywający |
| 5  | Matteo Piano              | 1990     | 207    | środkowy     |
| 6  | Ivan Benito Ruiz          | 1977     | 195    | przyjmujący  |
| 7  | Lorenzo Perazzolo         | 1984     | 196    | atakujący    |
| 8  | Marcus Nilsson            | 1982     | 205    | atakujący    |
| 9  | Jacopo Massari            | 1988     | 185    | przyjmujący  |
| 11 | Hristo Zlatanov           | 1976     | 201    | przyjmujący  |
| 12 | Maxwell Holt              | 1987     | 205    | środkowy     |
| 13 | Luca Tencati              | 1979     | 200    | środkowy     |
| 15 | Federico Boschi           | 1987     | 188    | rozgrywający |
| 18 | Silmar Antonio De Almeida | 1986     |        | przyjmujący  |

| Nr | Imię i nazwisko  | Data ur. | Wzrost | Pozycja      |
| -- | ---------------- | -------- | ------ | ------------ |
| 2  | Michal Rak       | 1979     | 205    | środkowy     |
| 4  | Simone Mazza     | 1990     | 184    | libero       |
| 6  | Marco Meoni      | 1973     | 196    | rozgrywający |
| 7  | Leonel Marshall  | 1979     | 196    | przyjmujący  |
| 8  | Michele Grassano | 1986     | 196    | przyjmujący  |
| 9  | Dante Boninfante | 1977     | 188    | rozgrywający |
| 10 | Valdir Sequeira  | 1981     | 195    | atakujący    |
| 11 | Hristo Zlatanov  | 1976     | 201    | przyjmujący  |
| 12 | Gianluca Durante | 1976     | 195    | libero       |
| 13 | João Paulo Bravo | 1979     | 197    | przyjmujący  |
| 14 | Pietro Rinaldi   | 1972     | 197    | libero       |
| 15 | Matti Oivanen    | 1986     | 198    | środkowy     |
| 17 | Tine Urnaut      | 1988     | 201    | przyjmujący  |
| 18 | Novica Bjelica   | 1983     | 202    | środkowy     |

| Nr | Imię i nazwisko   | Data ur. | Wzrost | Pozycja      |
| -- | ----------------- | -------- | ------ | ------------ |
| 1  | Federico Boschi   | 1987     | 188    | rozgrywający |
| 1  | Guillermo Falasca | 1977     | 200    | atakujący    |
| 2  | Michal Rak        | 1979     | 205    | środkowy     |
| 3  | Christian Pampel  | 1979     | 195    | atakujący    |
| 5  | Vito Insalata     | 1977     | 194    | środkowy     |
| 6  | Marco Meoni       | 1973     | 196    | rozgrywający |
| 7  | Leonel Marshall   | 1979     | 196    | przyjmujący  |
| 8  | Michele Grassano  | 1986     | 196    | przyjmujący  |
| 9  | Dante Boninfante  | 1977     | 188    | rozgrywający |
| 10 | Marco Zingaro     | 1982     | 188    | libero       |
| 11 | Hristo Zlatanov   | 1976     | 201    | przyjmujący  |
| 12 | Gianluca Durante  | 1976     | 195    | libero       |
| 13 | João Paulo Bravo  | 1979     | 197    | przyjmujący  |
| 16 | Christian Dünnes  | 1984     | 209    | przyjmujący  |
| 18 | Novica Bjelica    | 1983     | 202    | środkowy     |

| Nr | Imię i nazwisko     | Data ur. | Wzrost | Pozycja      |
| -- | ------------------- | -------- | ------ | ------------ |
| 1  | Israel Rodríguez    | 1981     | 194    | przyjmujący  |
| 2  | Andrea Frazzi       | 1989     | 185    | libero       |
| 3  | Frantz Granvorka    | 1976     | 195    | atakujący    |
| 5  | Paolo Cozzi         | 1980     | 200    | środkowy     |
| 6  | Marco Meoni         | 1973     | 196    | rozgrywający |
| 9  | Dante Boninfante    | 1977     | 188    | rozgrywający |
| 10 | Sérgio Dutra Santos | 1975     | 184    | libero       |
| 11 | Hristo Zlatanov     | 1976     | 201    | przyjmujący  |
| 12 | Ventzislav Simeonov | 1977     | 200    | atakujący    |
| 13 | João Paulo Bravo    | 1979     | 197    | przyjmujący  |
| 14 | Marcel Gromadowski  | 1985     | 202    | atakujący    |
| 16 | Vigor Bovolenta     | 1974     | 202    | środkowy     |
| 18 | Novica Bjelica      | 1983     | 202    | środkowy     |

| Nr | Imię i nazwisko            | Data ur. | Wzrost | Pozycja      |
| -- | -------------------------- | -------- | ------ | ------------ |
| 1  | Rogério Fernandes da Silva | 1984     | 205    | środkowy     |
| 2  | Christian Dünnes           | 1984     | 207    | przyjmujący  |
| 4  | Robert Koch                | 1976     | 188    | rozgrywający |
| 5  | Maikel Cardona             | 1976     | 202    | środkowy     |
| 7  | Leonel Marshall            | 1979     | 196    | przyjmujący  |
| 8  | Massimo Botti              | 1973     | 196    | środkowy     |
| 9  | Nikola Grbić               | 1973     | 195    | rozgrywający |
| 10 | Sérgio Dutra Santos        | 1975     | 184    | libero       |
| 11 | Hristo Zlatanov            | 1976     | 201    | przyjmujący  |
| 12 | Ventzislav Simeonov        | 1977     | 200    | atakujący    |
| 13 | Paolo Cozzi                | 1980     | 200    | środkowy     |
| 14 | Flávio Cruz                | 1982     | 195    | przyjmujący  |
| 16 | Vigor Bovolenta            | 1974     | 202    | środkowy     |
| 18 | Loris Manià                | 1979     | 190    | libero       |

| Nr | Imię i nazwisko          | Data ur. | Wzrost | Pozycja      |
| -- | ------------------------ | -------- | ------ | ------------ |
| 2  | Christian Dunnes         | 1984     | 207    | atakujący    |
| 3  | Lorenzo Cavallini        | 1970     | 198    | środkowy     |
| 5  | Maikel Cristóbal Cardona | 1976     | 202    | środkowy     |
| 6  | Vincent Lange            | 1974     | 195    | przyjmujący  |
| 7  | Leonel Marshall          | 1979     | 196    | przyjmujący  |
| 9  | Nikola Grbić             | 1973     | 195    | rozgrywający |
| 10 | Sérgio Dutra Santos      | 1975     | 184    | libero       |
| 11 | Hristo Zlatanov          | 1976     | 201    | przyjmujący  |
| 12 | Ventzislav Simeonov      | 1977     | 200    | atakujący    |
| 13 | João Paulo Bravo         | 1979     | 197    | przyjmujący  |
| 15 | Edoardo Rabezzana        | 1975     | 192    | rozgrywający |
| 16 | Vigor Bovolenta          | 1974     | 202    | środkowy     |
| 17 | Massimiliano Decio       | 1971     | 194    | przyjmujący  |

| Nr | Imię i nazwisko     | Data ur. | Wzrost | Pozycja      |
| -- | ------------------- | -------- | ------ | ------------ |
| 3  | Lorenzo Cavallini   | 1970     | 198    | środkowy     |
| 4  | Claudio Carletti    | 1982     | 193    | rozgrywający |
| 5  | Alexis Batte        | 1971     | 196    | przyjmujący  |
| 6  | Vincent Lange       | 1974     | 195    | przyjmujący  |
| 7  | Leonel Marshall     | 1979     | 196    | przyjmujący  |
| 8  | Massimo Botti       | 1973     | 196    | środkowy     |
| 9  | Nikola Grbić        | 1973     | 195    | rozgrywający |
| 10 | Sérgio Dutra Santos | 1975     | 184    | libero       |
| 11 | Hristo Zlatanov     | 1976     | 201    | przyjmujący  |
| 12 | Daniele Tomassetti  | 1981     | 203    | środkowy     |
| 15 | Maurizio Castellano | 1971     | 193    | przyjmujący  |
| 16 | Vigor Bovolenta     | 1974     | 202    | środkowy     |
| 18 | Anderson Rodrigues  | 1974     | 190    | atakujący    |

| Nr | Imię i nazwisko    | Data ur. | Wzrost | Pozycja      |
| -- | ------------------ | -------- | ------ | ------------ |
| 1  | Andrea Gardini     | 1965     | 202    | środkowy     |
| 2  | Osvaldo Hernández  | 1970     | 198    | atakujący    |
| 3  | Yasser Romero      | 1979     | 190    | libero       |
| 4  | Claudio Carletti   | 1982     | 193    | rozgrywający |
| 6  | Daniele Vergnaghi  | 1972     | 193    | libero       |
| 7  | Leonel Marshall    | 1979     | 196    | przyjmujący  |
| 8  | Massimo Botti      | 1973     | 196    | środkowy     |
| 9  | Nikola Grbić       | 1973     | 195    | rozgrywający |
| 10 | Simone Rosalba     | 1976     | 197    | przyjmujący  |
| 11 | Hristo Zlatanov    | 1976     | 201    | przyjmujący  |
| 12 | Daniele Tomassetti | 1981     | 203    | środkowy     |
| 14 | Zane Christensen   | 1985     | 207    | przyjmujący  |
| 16 | Vigor Bovolenta    | 1974     | 202    | środkowy     |

| Nr | Imię i nazwisko       | Data ur. | Wzrost | Pozycja      |
| -- | --------------------- | -------- | ------ | ------------ |
| 1  | Maurizio Latelli      | 1974     | 190    | libero       |
| 3  | Michael Allen Lambert | 1974     | 198    | przyjmujący  |
| 5  | Michele De Giorgi     | 1968     | 182    | rozgrywający |
| 6  | Tuomas Sammelvuo      | 1976     | 193    | przyjmujący  |
| 7  | Dula Mester           | 1972     | 203    | środkowy     |
| 7  | Ewgeni Iwanow         | 1974     | 209    | środkowy     |
| 8  | Massimo Botti         | 1973     | 196    | środkowy     |
| 10 | Mauro Gavotto         | 1979     | 202    | atakujący    |
| 11 | Natale Monopoli       | 1975     | 183    | rozgrywający |
| 12 | Fabio Galli           | 1969     | 190    | przyjmujący  |
| 13 | Ivano Santià          | 1976     | 197    | przyjmujący  |
| 15 | Antonino Milone       | 1975     | 200    | środkowy     |
| 17 | Enrique De La Fuente  | 1975     | 194    | przyjmujący  |

| Nr | Imię i nazwisko          | Data ur. | Wzrost | Pozycja      |
| -- | ------------------------ | -------- | ------ | ------------ |
| 1  | Massimo Gelli            | 1978     | 200    | środkowy     |
| 2  | Roberto Pascucci         | 1978     | 188    | przyjmujący  |
| 4  | Vittorio Bertini         | 1976     | 191    | rozgrywający |
| 5  | Michele De Giorgi        | 1968     | 182    | rozgrywający |
| 6  | Emanuele Gulminelli      | 1973     | 187    | libero       |
| 7  | Ewgeni Iwanow            | 1974     | 209    | środkowy     |
| 8  | Carlo Alberto Tognazzoni | 1976     | 195    | przyjmujący  |
| 9  | Alexander Grazietti      | 1972     | 208    | środkowy     |
| 10 | Mauro Gavotto            | 1979     | 202    | atakujący    |
| 13 | Ivano Santià             | 1976     | 197    | przyjmujący  |
| 15 | Cosimo Gallotta          | 1977     | 195    | przyjmujący  |
| 17 | Enrique De La Fuente     | 1975     | 194    | przyjmujący  |

| Nr | Imię i nazwisko     | Data ur. | Wzrost | Pozycja               |
| -- | ------------------- | -------- | ------ | --------------------- |
|    | Gianluca Durante    | 1976     | 194    | przyjmujący           |
|    | Emanuele Gulminelli | 1973     | 187    | libero                |
| 1  | William Casalini    | 1981     | 196    | przyjmujący           |
| 2  | Sandro Fabbiani     | 1978     | 198    | przyjmujący/atakujący |
| 4  | Antonio Galuppo     | 1976     | 190    | libero                |
| 6  | Alexandre Iaremenko | 1968     | 194    | przyjmujący           |
| 7  | Daniele Egeste      | 1973     | 196    | środkowy              |
| 8  | Paolo Ficosecco     | 1979     | 198    | rozgrywający          |
| 10 | Mauro Gavotto       | 1975     | 193    | rozgrywający          |
| 11 | Andriy Sidorenko    | 1977     | 206    | przyjmujący           |
| 12 | Oleg Shatunov       | 1967     | 205    | środkowy              |
| 13 | Alessio Busato      | 1976     | 195    | przyjmujący           |
| 15 | Massimo Anceschi    | 1977     | 195    | środkowy              |